# Alfred Hammer
Alfred Hammer – niemiecki bobsleista, dwukrotny medalista mistrzostw świata.

## Kariera
Największy sukces w karierze Hammer osiągnął w 1958 roku, kiedy wspólnie z Hansem Röschem, Theodorem Bauerem i Walterem Hallerem zwyciężył w czwórkach podczas mistrzostw świata w Garmisch-Partenkirchen. W tej samej konkurencji zdobył także srebro na mistrzostwach świata w Cortinie d'Ampezzo w 1960 roku, gdzie reprezentacja RFN wystąpiła w składzie: Hans Rösch, Alfred Hammer, Theodore Bauer i Albert Kandbinder. Nigdy nie wystąpił na igrzyskach olimpijskich.